# Varcheh
Varcheh (persiska: واشِه, وَرچين, وَرچو, ورچه) är en ort i Iran.   Den ligger i provinsen Markazi, i den centrala delen av landet, 250 km sydväst om huvudstaden Teheran. Varcheh ligger 2 067 meter över havet och antalet invånare är 846.
Terrängen runt Varcheh är kuperad åt sydväst, men åt nordost är den platt. Runt Varcheh är det ganska tätbefolkat, med 67 invånare per kvadratkilometer. Närmaste större samhälle är Qūrchī Bāshī, 15,4 km söder om Varcheh. Trakten runt Varcheh består i huvudsak av gräsmarker.